# Вулиця Чернишевського (Київ)
Ву́лиця Чернише́вського — вулиця в Солом'янському районі міста Києва, місцевість Новокараваєві дачі. Пролягає від Відрадного проспекту до Новопольової вулиці.
Прилучаються вулиці Бориславська, Миронівська, Патріотів, Карпатська, Паустовського, Кар'єрна та Постова.

## Історія
Вулиця виникла у 1-й половині ХХ століття під назвою 176-а Нова. Сучасна назва — з 1944 року, на честь М. Г. Чернишевського, російського публіциста й письменника.